# Ravnens skygge
Ravnens skygge (originaltitel: Í skugga hrafnsins) er en islandsk film fra 1988, instrueret og skrevet af Hrafn Gunnlaugsson. Filmen er en vikingeudgave af den keltiske saga om Tristan og Isolde. Det er en opfølger til den tidligere film Når ravnen flyver.

## Handling
Handlingen foregår under vikingetidens Island. Hovedpersonen Trausti (Reine Brynolfsson) vender tilbage til Island, og havner lige midt i en blodig slægtsfejde, hvor hans mor bliver dødeligt såret og lederen af den anden klan, Eirikur, dræbt. Trausti og Eirikurs datter Isold (Tinna Gunnlaugsdóttir) forelsker sig, men Isold er allerede lovet bort til biskoppens søn.

## Medvirkende
| Skuespiller             | Rolle       |
| ----------------------- | ----------- |
| Reine Brynolfsson       | Trausti     |
| Tinna Gunnlaugsdóttir   | Isold       |
| Egill Ólafsson          | Hjorleifur  |
| Sune Mangs              | "Biskoppen" |
| Flosi Ólafsson          | Eirikur     |
| Kristbjörg Kjeld        | Sigrid      |
| Klara Íris Vigfúsdóttir | Sol         |
| Helgi Skúlason          | Grim        |
| Johann Neumann          | Leonardo    |
| Helga Bachmann          | Edda        |